# Baștankiv, Bârzula
Baștankiv (în ucraineană Баштанків) este un sat în comuna Codâma din raionul Bârzula, regiunea Odesa, Ucraina.

## Demografie
Componența lingvistică a comunei Baștankiv
     Ucraineană (98,74%)
     Alte limbi (1,26%)
Conform recensământului din 2001, majoritatea populației comunei Baștankiv era vorbitoare de ucraineană (98,74%), existând în minoritate și vorbitori de alte limbi.